# Brygada Nordycko-Polska
Brygada Nordycko-Polska (ang. Nordic-Polish Brigade – NORDPOLBDE) – międzynarodowa brygada sił pokojowych NATO, stacjonująca na terytorium Bośni i Hercegowiny, wykonująca zadania w ramach IFOR w latach 1995–1996 i SFOR w latach 1996–2000.

## Historia
14 grudnia 1995 strony wojny domowej w Bośni i Hercegowinie zawarły układ w Dayton – porozumienie pokojowe kończące konflikt. Na jego mocy wojska serbskie i bośniacko-chorwackie wstrzymały działania bojowe i rozpoczęły demilitaryzację. Nad wprowadzeniem w życie zapisów układu miały czuwać działające na podstawie mandatu Rady Bezpieczeństwa ONZ Siły Implementacyjne – IFOR, dowodzone przez NATO. Przejęły one odpowiedzialność od nieskutecznych Sił Ochronnych ONZ – UNPROFOR.
Jednymi z oddziałów które przeszły z jurysdykcji UNPROFOR do IFOR były bataliony państw nordyckich: NORDBATT 2 (batalion nordycki z przewagą pododdziałów szwedzkich) i NORLOGBAT (norweski batalion logistyczny) w Tuzli oraz DANBATT (duński batalion operacyjny) w trakcie relokacji z Chorwacji do północno-wschodniej Bośni. Zgrupowanie to było zbyt małe wobec wymogów NATO: brygady piechoty zmotoryzowanej z zapleczem logistycznym i inżynieryjnym. Zwrócono się o wsparcie ze strony Polski, Finlandii i państw bałtyckich (Litwy, Łotwy i Estonii).

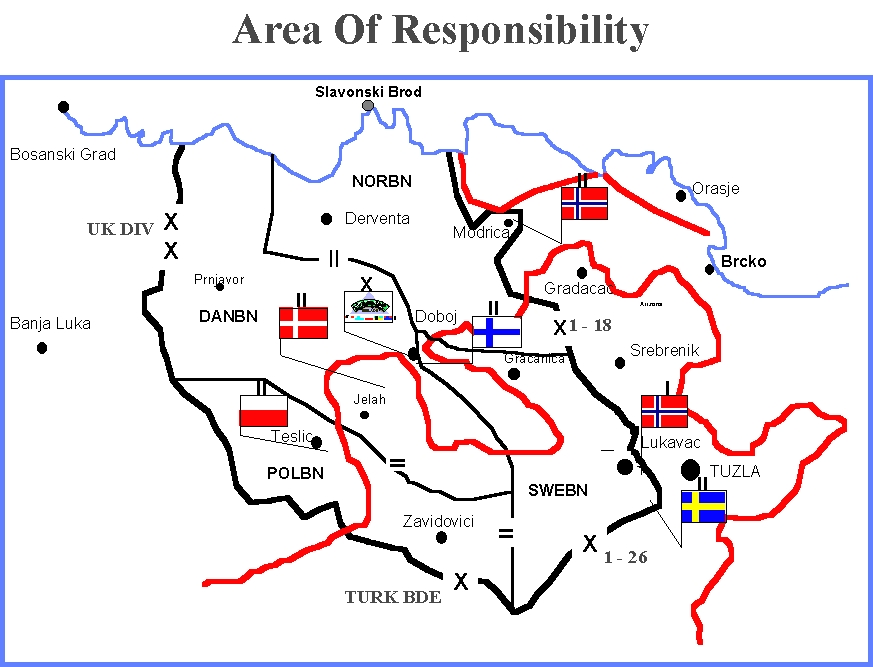
Strefa odpowiedzialności (AOR) NORDBOLBDE (kwiecień 1997)

W październiku rozpoczęto formowanie Brygady Nordyckiej, a pierwsze szkolenie sztabu nowej jednostki 15 grudnia 1995. Pięć dni później dowódca brygady (duński gen. bryg. Kjell Grandhagen) i pierwsza grupa dowództwa i sztabu zostali przetransportowani do Bośni, reszta kontyngentu dołączyła między 10 stycznia a 8 lutego 1996. W jego skład początkowo wchodziły: dowództwo i sztab brygady w Doboju, bataliony operacyjny z Danii, Polski i Szwecji, logistyczny z Norwegii i budowlany z Finlandii. W Peczu na Węgrzech stacjonowała Nordycko-Polska Grupa Zaopatrzenia. Sama brygada podlegała Wielonarodowej Dywizji Północ pod dowództwem amerykańskim (1 Dywizja Pancerna/Task Force Eagle).
10 lutego 1996 Brygadę Nordycką przemianowano na Brygadę Nordycko-Polską. Wielonarodowość brygady początkowo stwarzała problemy językowe i organizacyjne: znajomość języka angielskiego w dowództwie brygady i pododdziałach nie była powszechna, a część kontyngentów nie działała jeszcze strukturach jednostek Paktu Północnoatlantyckiego.
Do głównych zadań NORDPOLBDE należało:
- zapewnienie bezpieczeństwa cywilom i siłom międzynarodowym,
- demilitaryzacja podporządkowanego rejonu (początkowo 4896 km², zwiększono do 5880 km²),
- likwidacja pól minowych (ok. 4 tys. zidentyfikowanych),
- wsparcie relokacji uchodźców,
- wsparcie pomocy humanitarnej,

Brygada wykonywała je w ramach Operacji Joint Guard (Wspólna straż), po której rozpoczęciu stan osobowy NORDPOLBDE został zmniejszony o 10% w celu uzyskania większej mobilności oddziałów.
Po wygaśnięciu mandatu IFOR ich miejsce zajęły Siły Stabilizacyjne – SFOR, zredukowano o połowę w stosunku do poprzednich sił (32 tys. wobec 60 tys.). Zmiany objęły także Brygadę Nordycko-Polską:
- kontyngent poszczególnych państw redukowano,
- w grudniu 1996 Norwegia zastąpiła batalion logistyczny batalionem piechoty zmotoryzowanej,
- w czerwcu 1998 Finlandia zastąpiła batalion budowlany batalionem piechoty zmotoryzowanej, Stany Zjednoczone wycofały baterię artylerii M109 SPH,
- we wrześniu 1998 plutony z państw bałtyckich utworzyły oddzielną kompanię (BALTCON) w batalionie duńskim,
- w październiku 1998 norweską kompanię medyczną zastąpiono szwedzką,

- zwiększono strefę odpowiedzialności NORDPOLBDE[4].

Postępująca normalizacja sytuacji na terenie Bośni i Hercegowiny i utworzenie sił wielonarodowych KFOR w Kosowie skutkowały zmniejszeniem liczebności SFOR oraz zmianami w strukturze organizacyjnej. 5 stycznia 2000 Brygadę Nordycko-Polską oficjalnie zredukowano do formy Nordycko-Polskiej Grupy Bojowej (NORDPOLBG), stanowiącej odpowiednik batalionu.

## Struktura organizacyjna

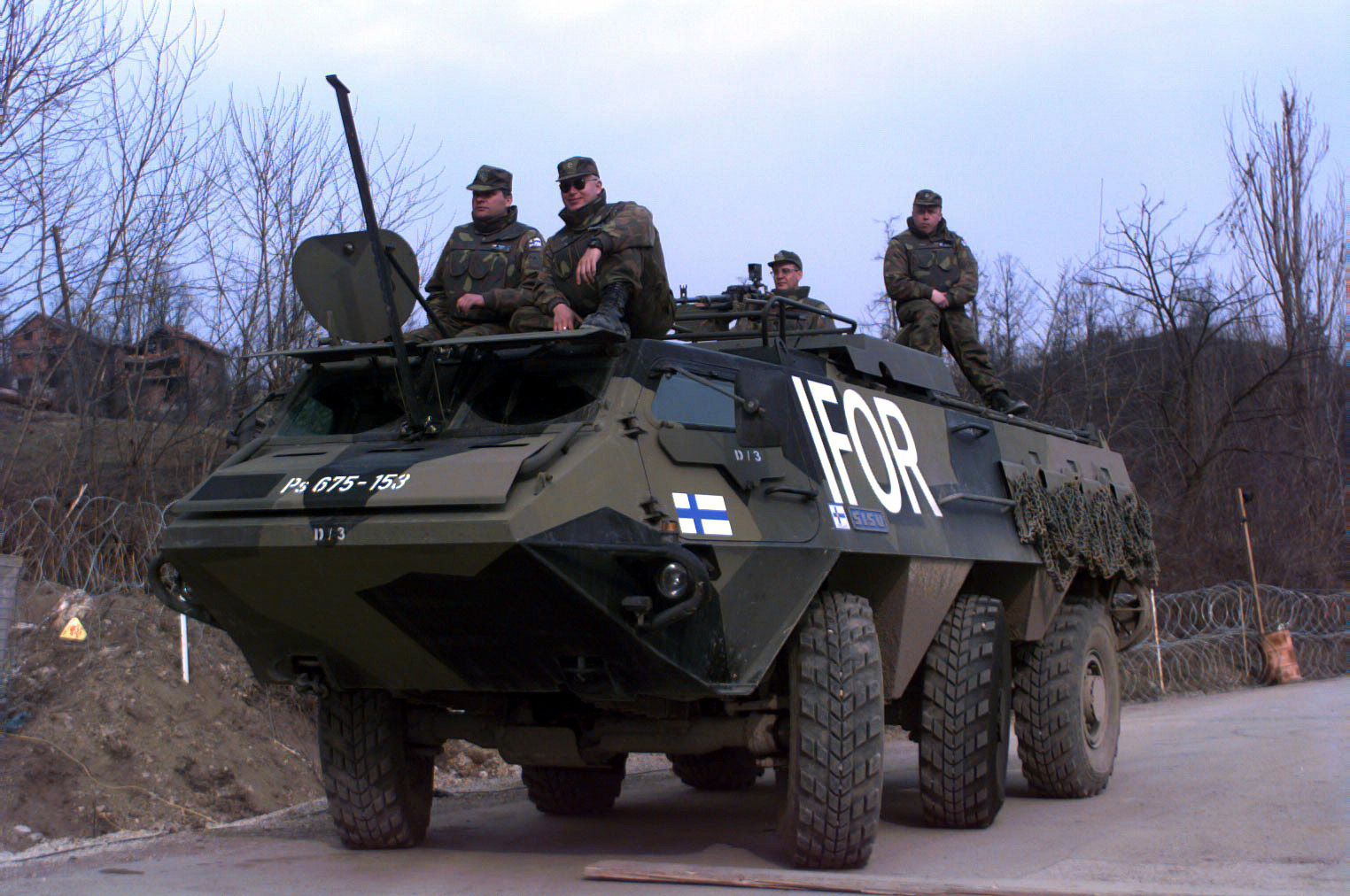
Patrol z kontyngentu fińskiego

| Struktura organizacyjna Brygady Nordycko-Polskiej w lutym 1996: - Dowództwo i sztab NORDPOLBDE - batalion piechoty zmotoryzowanej (DANBAT, DANBN) - batalion piechoty zmotoryzowanej (SWEBAT, SWEBN) - batalion powietrznodesantowy (POLBAT, POLBN) - batalion budowlany - batalion logistyczny (NORLOGBAT) - bateria moździerzy (MortBat) - kompania dowodzenia (HQ Coy) - kompania medyczna (Med Coy) - kompania żandarmerii wojskowej (MP Coy) - Nordycko-Polska Grupa Zaopatrzenia (NSG) łącznie ok. 4500 żołnierzy | Struktura organizacyjna Brygady Nordycko-Polskiej w grudniu 1998: - Dowództwo i sztab NORDPOLBDE - batalion piechoty zmotoryzowanej (DANBAT, DANBN) - batalion piechoty zmotoryzowanej (FINBAT, FINBN) - batalion piechoty zmotoryzowanej (NORBAT, NORBN) - batalion piechoty zmotoryzowanej (SWEBAT, SWEBN) - batalion powietrznodesantowy (POLBAT, POLBN) - kompania dowodzenia (HQ Coy) - kompania medyczna (Med Coy) - kompania żandarmerii wojskowej (MP Coy) - Nordycko-Polska Grupa Zaopatrzenia (NSG) łącznie ok. 3000 żołnierzy. |

## Dowódcy
| Zmiana | Początek | Koniec  | Państwo  | Dowódca                         |
| ------ | -------- | ------- | -------- | ------------------------------- |
| 1-2    | 12.1995  | 01.1997 | Dania    | gen. bryg. Finn Særmark-Thomsen |
| 3      | 01.1997  | 07.1997 | Dania    | gen. bryg. Karsten Jakob Møller |
| 6      | 07.1998  | 01.1999 | Polska   | gen. bryg. Mieczysław Bieniek   |
| 7      | 01.1999  | 07.1999 | Szwecja  | gen. bryg. Hakan Espmark        |
| 8      | 07.1999  | 01.2000 | Norwegia | gen. bryg. Kjell Grandhagen     |